# Chomontowo
Chomontowo – wieś w Polsce położona w województwie podlaskim, w powiecie augustowskim, w gminie Augustów.
Wieś magnacka położona była w końcu XVIII wieku w powiecie grodzieńskim województwa trockiego. W latach 1975–1998 miejscowość administracyjnie należała do województwa suwalskiego.